# Never Forget
A Never Forget (magyarul: Sohasem feledem) egy dal, amely Izlandot képviselte a 2012-es Eurovíziós Dalfesztiválon Bakuban. A dalt az izlandi Gréta Salóme és Jónsi adta elő angol nyelven.
A dal az izlandi nemzeti döntőben, a Söngvakeppni Sjónvarpsins 2012-ben nyerte el az indulás jogát.
Az Eurovíziós Dalfesztiválon a dalt először a május 22-én rendezett első elődöntőben adták elő, a fellépési sorrendben másodikként a montenegrói Rambo Amadeus Euro Neuro című dala után, és a görög Eleftheria Eleftheriou Aphrodisiac című dala előtt. Az elődöntőben 75 ponttal a nyolcadik helyen végzett, így továbbjutott a döntőbe.
A május 26-án rendezett döntőben a fellépési sorrendben hetedikként adták elő, az orosz színekben induló udmurt Buranovskiye Babushki Party for Everybody című dala után és a ciprusi Ivi Adamou La La Love című dala előtt. A szavazás során 46 pontot kapott, mely a huszadik helyet érte a huszonhat fős mezőnyben.
A következő izlandi induló Eythor Ingi Ég á líf című dala volt a 2013-as Eurovíziós Dalfesztiválon.

## Külső hivatkozások
- Dalszöveg
- YouTube videó: A Never Forget című dal eredeti verziójának előadása az izlandi nemzeti döntőben